# ليكلاند (فلوريدا)
ليكلاند (بالإنجليزية: Lakeland)‏ هي مدينة أمريكية تقع في ولاية فلوريدا. ويبلغ عدد سكانها 94406 نسمة حسب إحصاء سنة 2010 م 94406.تشير إحصاءات سنة 2000م بأن الكثافة السكانية في هذه المدينة تقدر بـ(660.8) نسمة/كم2 

## توأمة
لليكلاند (فلوريدا) اتفاقيات توأمة مع:
- باباويو

## أعلام
- ريا دورام
- جوني بوثويل
- روزالي برادفورد
- أندرو رينولدز
- فلورنسا غوديناف
- إدي سنايدر
- قرة موناكو
- هادلي ريتشاردسون
- فيث إيفانز
- جاي د. سومنر